# لا فویلی
لا فویلی (به فرانسوی: La Feuillée) یک کمون در فرانسه است که در Canton of Huelgoat واقع شده‌است.

## خصوصیات
لا فویلی ۳۱٫۵۵ کیلومترمربع مساحت و ۶۶۳ نفر جمعیت دارد.